# Evolución humana reciente
La evolución humana reciente se refiere a la adaptación evolutiva, la selección natural y sexual y la deriva genética dentro de las poblaciones de Homo sapiens, desde su separación y dispersión en el Paleolítico medio hace unos 50 000 años.

## Visión general
Contrario a la creencia popular, los humanos no sólo siguen evolucionando, sino que su evolución desde los albores de la agricultura es más rápida que nunca. Se ha propuesto que la cultura humana actúa como una fuerza selectiva en la evolución humana y la ha acelerado; sin embargo, esto se discute. Con un conjunto de datos suficientemente grande y métodos de investigación modernos, los científicos pueden estudiar los cambios en la frecuencia de un alelo que se producen en un subconjunto minúsculo de la población durante una sola vida, la escala de tiempo significativa más corta en la evolución.
Comparar un gen determinado con el de otras especies permite a los genetistas determinar si evoluciona rápidamente sólo en los humanos. Por ejemplo, mientras que el ADN humano es por término medio un 98 % idéntico al de los chimpancés, la llamada región humana acelerada 1 (HAR1), implicada en el desarrollo del cerebro, sólo es similar en un 85 %.
Tras el poblamiento de África hace unos 130 000 años y la reciente expansión fuera de África hace entre 70 000 y 50 000 años, algunas subpoblaciones de Homo sapiens han permanecido geográficamente aisladas durante decenas de miles de años antes de la Edad de los Descubrimientos. Esto, combinado con la mezcla arcaica, ha dado lugar a una variación genética relativamente significativa. Las presiones de selección fueron especialmente severas para las poblaciones afectadas por el Último Máximo Glacial (por sus siglas en inglés, LGM, de Last Glacial Maximum) en Eurasia, y para las poblaciones sedentarias agrícolas desde el Neolítico, o Nueva Edad de Piedra.
Los polimorfismos de un solo nucleótido (SNP siglas de Single Nucleotide Polymorphism, pronunciado snip), o mutaciones de una sola letra del código genético en un alelo que se extienden por una población, en partes funcionales del genoma pueden modificar virtualmente cualquier rasgo imaginable, desde la estatura y el color de los ojos hasta la susceptibilidad a la diabetes y la esquizofrenia. Aproximadamente el 2 % del genoma humano codifica proteínas y una fracción ligeramente mayor participa en la regulación génica. Pero la mayor parte del resto del genoma no tiene función conocida. Si el entorno permanece estable, las mutaciones beneficiosas se extenderán por la población local a lo largo de muchas generaciones hasta convertirse en un rasgo dominante. Un alelo extremadamente beneficioso podría convertirse en omnipresente en una población en tan sólo unos siglos, mientras que los menos ventajosos suelen tardar milenios.
Entre los rasgos humanos que han surgido recientemente se incluyen la capacidad de bucear en apnea durante largos periodos de tiempo, adaptaciones para vivir en grandes altitudes donde las concentraciones de oxígeno son bajas, resistencia a enfermedades contagiosas (como la malaria), piel clara, ojos azules, persistencia de la lactasa (o capacidad de digerir la leche tras el destete), presión arterial y niveles de colesterol más bajos, retención de la arteria mediana, menor prevalencia de la enfermedad de Alzheimer, menor susceptibilidad a la diabetes, longevidad genética, reducción del tamaño del cerebro, y cambios en el momento de la menarquia y la menopausia.

## Mezcla arcaica

Filogenia simplificada del Homo sapiens de los últimos dos millones de años

Las pruebas genéticas sugieren que una especie denominada Homo heidelbergensis es el último antepasado común de los neandertales, denisovanos y Homo sapiens. Este antepasado común vivió hace entre 600 000 y 750 000 años, probablemente en Europa o África. Los miembros de esta especie migraron por Europa, Oriente Medio y África y se convirtieron en los neandertales en Asia occidental y Europa, mientras que otro grupo se desplazó más al este y evolucionó hasta convertirse en los denisovanos, llamados así por la cueva Denisova de Rusia, donde se descubrieron los primeros fósiles conocidos de ellos. En África, los miembros de este grupo acabaron convirtiéndose en los humanos anatómicamente modernos. A pesar de las migraciones y el aislamiento geográfico, los tres grupos descendientes del Homo heidelbergensis se encontraron y cruzaron posteriormente.

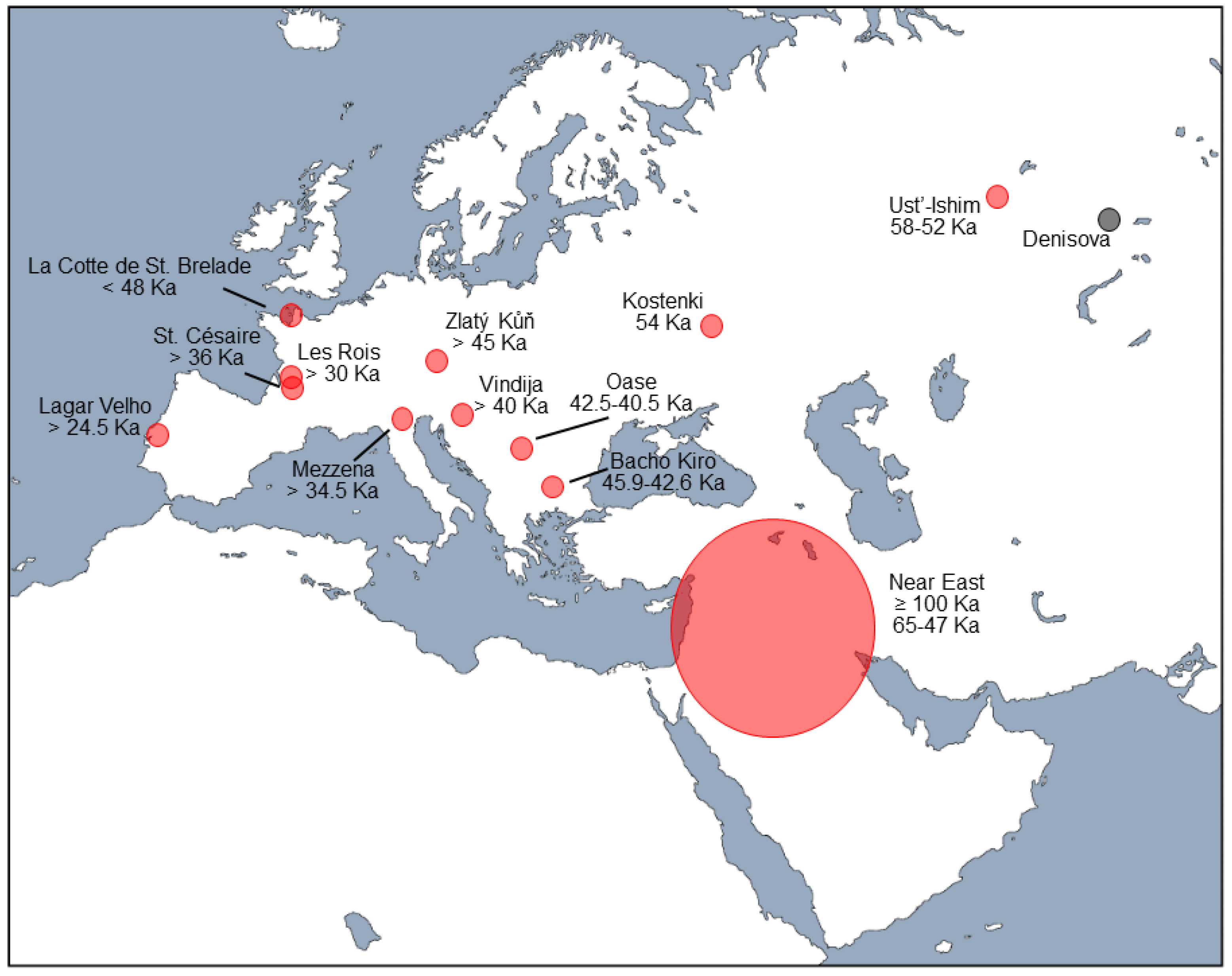
Mapa de Eurasia occidental que muestra las zonas y fechas estimadas de la posible hibridación neandertal-humana moderna (en rojo) a partir de muestras fósiles de los yacimientos indicados.

Las investigaciones arqueológicas sugieren que, cuando los humanos prehistóricos arrasaron Europa hace 45 000 años, los neandertales se extinguieron. Aun así, existen pruebas de mestizaje entre ambos grupos a medida que los humanos ampliaron su presencia en el continente. Mientras que los humanos prehistóricos tenían entre un 3 y un 6 % de ADN neandertal, los humanos modernos sólo tienen alrededor de un 2 %. Esto parece sugerir una selección contra los rasgos derivados de los neandertales. Por ejemplo, la vecindad del gen FOXP2, que afecta al habla y al lenguaje, no muestra signo alguno de herencia neandertal.
La introgresión de variantes genéticas adquiridas por mezcla neandertal tiene distribuciones diferentes en europeos y asiáticos orientales, lo que apunta a diferencias en las presiones selectivas. Aunque los asiáticos orientales heredan más ADN neandertal que los europeos, los asiáticos orientales, los asiáticos meridionales, los austromelanesios, los nativos americanos y los europeos comparten ADN neandertal, por lo que es probable que se produjera hibridación entre los neandertales y sus antepasados comunes procedentes de África. Sus diferencias también sugieren eventos de hibridación separados para los antepasados de los asiáticos orientales y otros euroasiáticos.
Tras la secuenciación del genoma de tres neandertales de Vindija, se publicó un borrador de la secuencia del genoma neandertal que reveló que los neandertales compartían más alelos con poblaciones euroasiáticas —como los franceses, los chinos Han y los papúes de Nueva Guinea— que con poblaciones del África subsahariana, como los yoruba y los san. Según los autores del estudio, el exceso de similitud genética observado se explica mejor por el reciente flujo genético de los neandertales a los humanos modernos tras la migración fuera de África. Pero el flujo genético no fue en una sola dirección. El hecho de que algunos de los antepasados de los humanos modernos de Europa emigraran a África significa que los africanos modernos también portan algunos materiales genéticos de los neandertales. En concreto, los africanos comparten un 7,2 % de ADN neandertal con los europeos, pero sólo un 2 % con los asiáticos orientales.

Se calcula que entre el y el del genoma de los melanesios modernos procede de denisovanos, pero las mayores cantidades detectadas hasta ahora se encuentran en las poblaciones negrito de Filipinas. Los neoguineanos y los australianos aborígenes presentan tasas similares de mezcla denisovana, lo que indica que el mestizaje tuvo lugar antes de la entrada de sus antepasados comunes en Sahul, hace al menos años.

Se cree que algunas adaptaciones climáticas, como la de los humanos a las grandes altitudes, se adquirieron por mezcla arcaica. Se cree que un grupo étnico conocido como los sherpas de Nepal heredó de los denisovanos un alelo llamado EPAS1, que les permite respirar con facilidad a gran altitud. Un estudio de 2014 informó de que las variantes derivadas de los neandertales halladas en poblaciones de Asia oriental mostraban agrupaciones en grupos funcionales relacionados con las vías hematopoyética e inmunitaria, mientras que las poblaciones europeas mostraban agrupaciones en grupos funcionales relacionados con el proceso catabólico de los lípidos. Un estudio de 2017 halló una correlación de la mezcla neandertal en poblaciones europeas modernas con rasgos como el tono de la piel, el color del pelo, la estatura, los patrones de sueño, el estado de ánimo y la adicción al tabaco. Un estudio de 2020 sobre africanos desveló haplotipos neandertales, o alelos que tienden a heredarse juntos, relacionados con la inmunidad y la sensibilidad a los rayos ultravioleta.
El gen de la microcefalina (MCPH1), implicado en el desarrollo del cerebro, se originó probablemente en un linaje de Homo distinto del de los humanos anatómicamente modernos, pero se introdujo en ellos hace unos 37 000 años, y desde entonces se ha hecho mucho más común, alcanzando en la actualidad a cerca del 70 % de la población humana. Se sugirió a los neandertales como posible origen de este gen, pero estudios posteriores no encontraron este gen en el genoma neandertal ni se ha comprobado que esté asociado a la capacidad cognitiva en personas modernas.
La promoción de rasgos beneficiosos adquiridos a partir de la mezcla se conoce como introgresión adaptativa.
Un estudio concluyó que sólo entre el 1,5 % y el 7 % de las regiones del genoma humano moderno son específicas de los humanos modernos. Estas regiones no han sido alteradas por ADN de homínidos arcaicos debido a la mezcla (sólo una pequeña parte del ADN arcaico se hereda por individuo, pero una gran parte se hereda en todas las poblaciones en general) ni se comparten con neandertales o denisovanos en ninguno de los genomas de los conjuntos de datos utilizados. También hallaron dos ráfagas de cambios específicos de los genomas humanos modernos que afectan a genes relacionados con el desarrollo y la función cerebral.

## Paleolítico superior o Edad de Piedra tardía (hace entre50 000y12 000años)

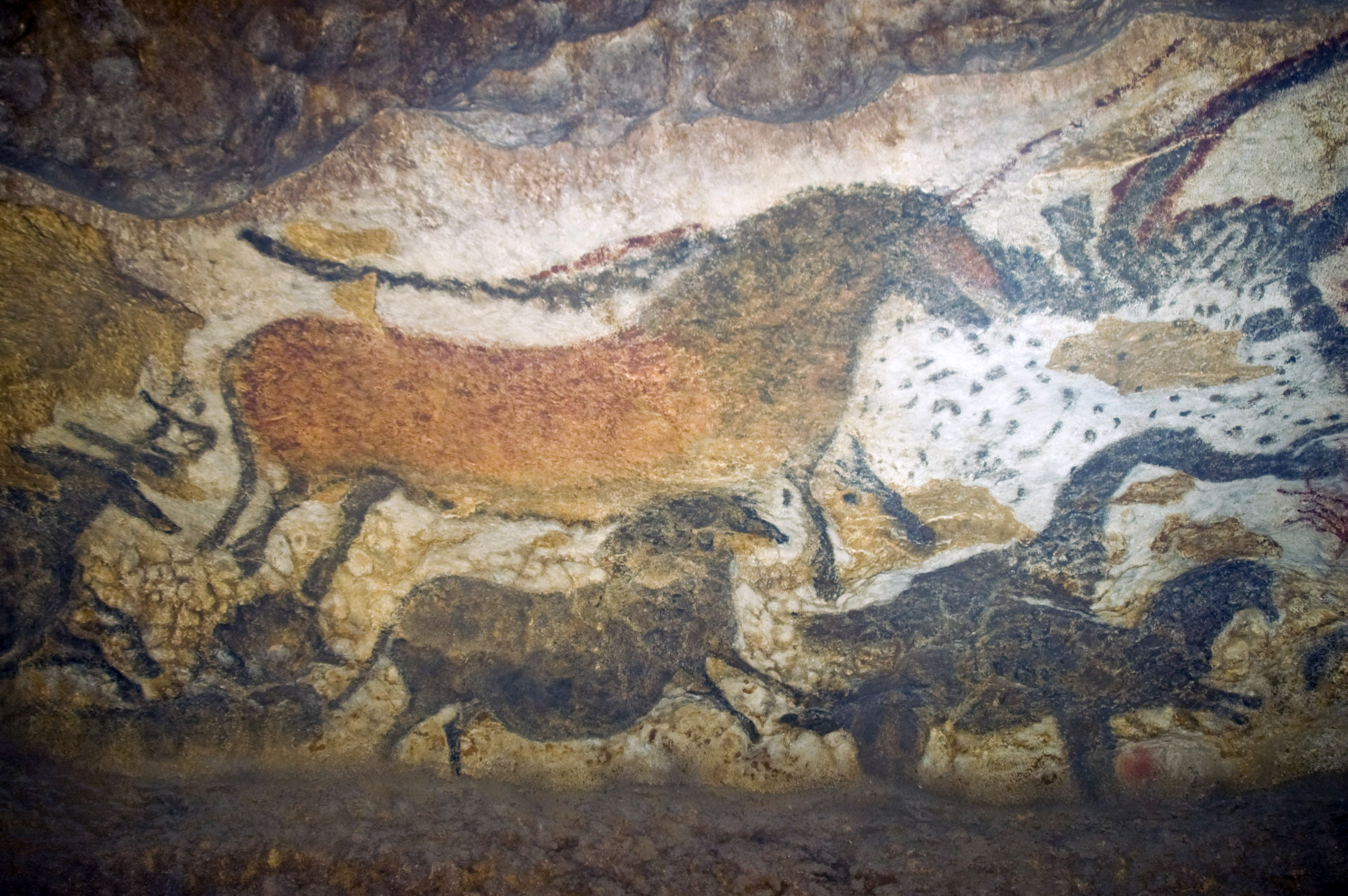
Las pinturas rupestres (como ésta de Francia) representan un punto de referencia en la historia evolutiva de la cognición humana.

El naturalista victoriano Charles Darwin fue el primero en proponer la hipótesis de la salida de África para poblar el mundo, pero la historia de la migración humana prehistórica es ahora mucho más compleja gracias a los avances del siglo XXI en la secuenciación genómica. Hubo múltiples oleadas de dispersión de humanos anatómicamente modernos fuera de África, la más reciente de las cuales se remonta a hace entre 70 000 y 50 000 años. Las primeras oleadas de migrantes humanos podrían haberse extinguido o haber regresado a África. Además, una combinación de flujo genético desde Eurasia hacia África y mayores tasas de deriva genética entre los asiáticos orientales en comparación con los europeos hizo que estas poblaciones humanas divergieran entre sí en distintos momentos.
Hace entre 65 000 y 50 000 años aparecieron diversas tecnologías nuevas, como armas de proyectiles, anzuelos para pescar, porcelana y agujas de coser. Hace entre 30 000 y 35 000 años se inventaron las flautas de hueso de ave, lo que indica la llegada de la música. También floreció la creatividad artística, como demuestran las estatuillas de Venus y las pinturas rupestres. En diferentes partes del mundo se han encontrado pinturas rupestres no sólo de animales reales, sino también de criaturas imaginarias que podrían atribuirse de forma fidedigna al Homo sapiens. La datación radiactiva sugiere que las más antiguas de las que se han encontrado, a fecha de 2019, tienen 44 000 años. Para los investigadores, estas obras de arte e invenciones representan un hito en la evolución de la inteligencia humana, las raíces de la narración de historias, allanando el camino para la espiritualidad y la religión. Los expertos creen que este repentino gran salto adelante —como lo llama el antropólogo Jared Diamond— se debió al cambio climático. Hace unos 60 000 años, en plena era glacial, hacía mucho frío en el extremo norte, pero las capas de hielo absorbieron gran parte de la humedad de África, haciendo que el continente fuera aún más seco y las sequías mucho más frecuentes. El resultado fue un cuello de botella genético que llevó al Homo sapiens al borde de la extinción y un éxodo masivo de África. Sin embargo, sigue siendo incierto (a fecha de 2003) si esto se debió o no a algunas mutaciones genéticas favorables, por ejemplo en el gen FOXP2, relacionado con el lenguaje y el habla. Una combinación de pruebas arqueológicas y genéticas sugiere que los humanos emigraron a lo largo del sur de Asia y hasta Australia hace 50 000 años, a Oriente Medio y luego a Europa hace 35 000 años, y finalmente a América a través del Ártico siberiano hace 15 000 años.

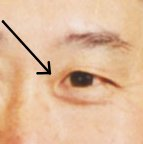
Se cree que los pliegues epicánticos son un rasgo particular de los humanos arcaicos de Asia oriental y sudoriental, y que pueden haberse originado ya en los primeros humanos de África.

Los análisis de ADN realizados desde 2007 revelaron la aceleración de la evolución en lo que respecta a las defensas contra las enfermedades, el color de la piel, las formas de la nariz, el color y tipo de pelo y la forma del cuerpo desde hace unos 40 000 años, continuando una tendencia de selección activa desde que los humanos emigraron de África hace 100 000 años. Los humanos que viven en climas más fríos tienden a ser más corpulentos en comparación con los que viven en climas más cálidos porque al tener una superficie menor en comparación con el volumen es más fácil retener el calor. Las personas de climas más cálidos suelen tener los labios más gruesos y con mayor superficie, lo que les permite mantenerse frescos. En cuanto a la forma de la nariz, los humanos que viven en lugares cálidos y secos tienden a tener narices estrechas y salientes para reducir la pérdida de humedad. Los humanos que viven en lugares cálidos y húmedos tienden a tener narices planas y anchas que hidratan el aire inhalado y retienen la humedad del aire exhalado. Los humanos que viven en lugares fríos y secos tienden a tener narices pequeñas, estrechas y largas para calentar e hidratar el aire inhalado. En cuanto a los tipos de pelo, los humanos de regiones con climas más fríos tienden a tener el pelo liso para que la cabeza y el cuello se mantengan calientes. El pelo liso también permite que la humedad fría caiga rápidamente de la cabeza. Por otro lado, el pelo apretado y rizado aumenta las zonas expuestas del cuero cabelludo, lo que facilita la evaporación del sudor y permite irradiar el calor a la vez que se mantiene alejado del cuello y los hombros. Se cree que los pliegues epicánticos del ojo son una adaptación que protege al ojo de la sobreexposición a la radiación ultravioleta, y se presume que es un rasgo particular de los humanos arcaicos del este y sureste de Asia. Hoy en día, algunos consideran obsoleta la explicación del pliegue epicántico como una adaptación al frío, ya que aparecen pliegues epicánticos en algunas poblaciones africanas. El Dr. Frank Poirier, antropólogo físico de la Universidad Estatal de Ohio, llegó a la conclusión de que el pliegue epicántico podría ser una adaptación a las regiones tropicales y que ya formaba parte de la diversidad natural de los primeros humanos modernos.

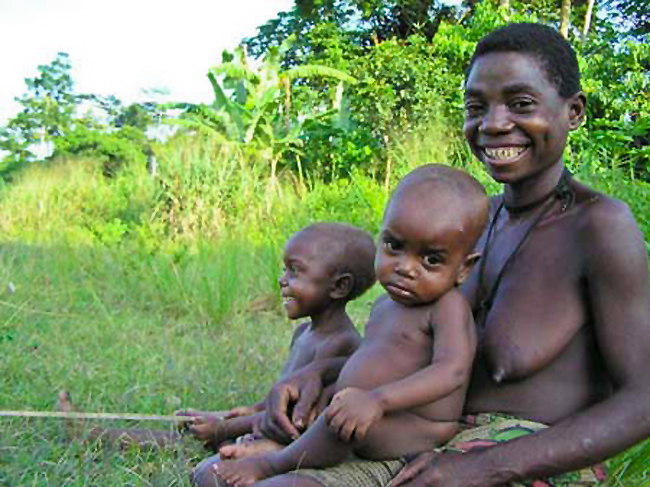
Se han propuesto varias teorías para explicar la baja estatura de pigmeos y negritos. Algunos estudios sugieren que podría estar relacionada con la adaptación a los bajos niveles de luz ultravioleta de las selvas tropicales.

Los cambios fisiológicos o fenotípicos se han atribuido a mutaciones del Paleolítico Superior, como la variante de Asia Oriental del gen EDAR, datada hace unos 35 000 años en el sur o centro de China. Los rasgos afectados por la mutación son las glándulas sudoríparas, los dientes, el grosor del pelo y el tejido mamario. Mientras que los africanos y los europeos son portadores de la versión ancestral del gen, la mayoría de los asiáticos orientales tienen la versión mutada. Al probar el gen en ratones, Yana G. Kamberov y Pardis C. Sabeti y sus colegas del Instituto Broad descubrieron que la versión mutada aporta tallos pilosos más gruesos, más glándulas sudoríparas y menos tejido mamario. Las mujeres de Asia Oriental son conocidas por tener unos pechos comparativamente pequeños y los asiáticos orientales en general suelen tener el pelo grueso. El equipo de investigación calculó que este gen se originó en el sur de China, que era cálido y húmedo, lo que significaba que tener más glándulas sudoríparas sería ventajoso para los cazadores-recolectores que vivían allí. Un estudio posterior de 2021, basado en muestras antiguas de ADN, ha sugerido que la variante derivada se hizo dominante entre los antiguos asiáticos del norte oriental poco después del Último Máximo Glacial en el noreste de Asia, hace unos 19 000 años. Restos antiguos del norte de Asia oriental, como el Hombre de Tianyuan (40 000 años de antigüedad) y el espécimen AR33K (33 000 años de antigüedad) carecían del alelo EDAR derivado, mientras que restos antiguos de Asia oriental posteriores al LGM portan el alelo EDAR derivado. La frecuencia de 370A es más elevada en poblaciones del norte y el este de Asia.
La Edad de Hielo más reciente alcanzó su máxima intensidad hace entre 19 000 y 25 000 años y terminó hace unos 12 000 años. Al retirarse los glaciares que cubrían Escandinavia hasta el norte de Francia, los humanos empezaron a regresar al norte de Europa desde el suroeste, la actual España. Pero hace unos 14 000 años, los humanos del sureste de Europa, especialmente de Grecia y Turquía, empezaron a emigrar al resto del continente, desplazando al primer grupo de humanos. El análisis de los datos genómicos reveló que todos los europeos desde hace 37 000 años descienden de una única población fundadora que sobrevivió a la Edad de Hielo, con especímenes hallados en diversas partes del continente, como Bélgica. Aunque esta población humana fue desplazada hace 33 000 años, un grupo genéticamente emparentado comenzó a extenderse por Europa hace 19 000 años. La divergencia reciente de los linajes euroasiáticos se aceleró significativamente durante el Último Máximo Glacial (LGM), el Mesolítico y el Neolítico, debido al aumento de las presiones de selección y a los efectos fundadores asociados a la migración. En los neandertales se han encontrado alelos que predicen la piel clara, pero se cree (desde 2012) que los alelos de la piel clara en europeos y asiáticos orientales, KITLG y ASP, no han sido adquiridos por mezcla arcaica, sino por mutaciones recientes desde el LGM. Los fenotipos de pigmentación del pelo, los ojos y la piel asociados a los humanos de ascendencia europea surgieron durante el LGM, hace unos 19 000 años. Los alelos asociados TYRP1 SLC24A5 y SLC45A2 surgen hace unos 19 000 años, también durante el LGM, muy probablemente en el Cáucaso. En los últimos 20 000 años aproximadamente, la piel más clara ha evolucionado en Asia oriental, Europa, Norteamérica y África meridional. En general, las personas que viven en latitudes más altas tienden a tener la piel más clara. La variación HERC2 para los ojos azules aparece por primera vez hace unos 14 000 años en Italia y el Cáucaso.

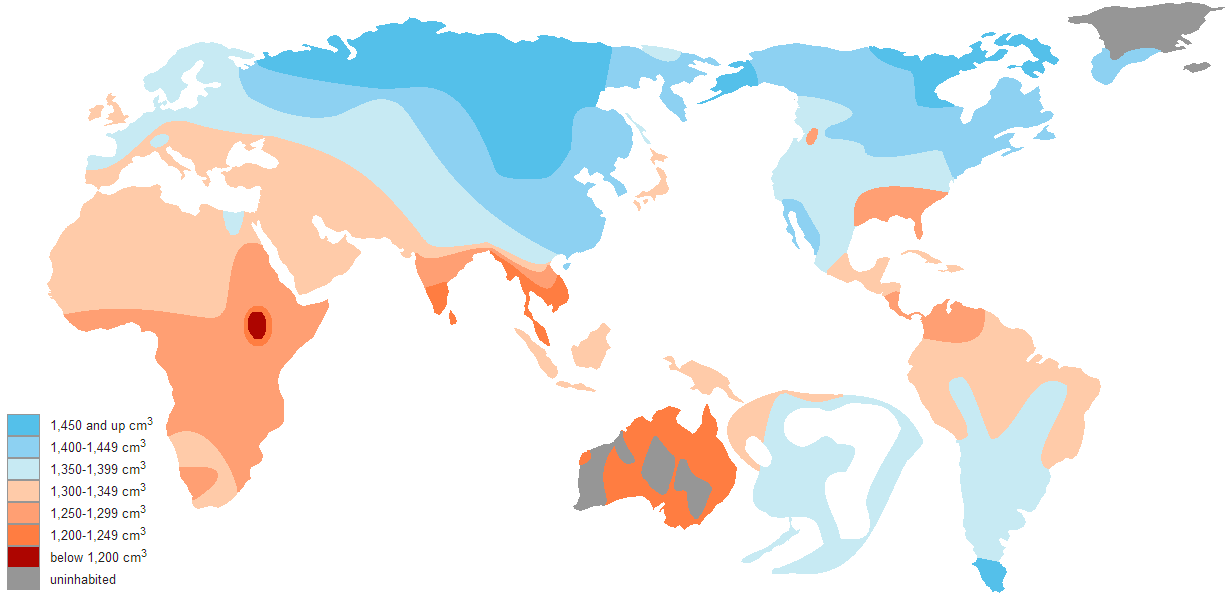
Una mayor capacidad craneal media se correlaciona con vivir en regiones frías.

La adaptación de los inuit a una dieta rica en grasas y a un clima frío se ha atribuido a una mutación que data del Último Máximo Glacial (hace 20 000 años). La capacidad craneal media de las poblaciones humanas masculinas modernas varía entre 1200 y 1450 cm3. Los mayores volúmenes craneales se asocian a regiones climáticas más frías, encontrándose los promedios más elevados en poblaciones de Siberia y el Ártico. Los humanos que viven en el norte de Asia y en el Ártico han desarrollado la capacidad de desarrollar gruesas capas de grasa en la cara para mantener el calor. Además, los inuit suelen tener caras planas y anchas, una adaptación que reduce la probabilidad de sufrir congelaciones. Tanto los neandertales como los cromañones tenían un volumen craneal algo mayor de media que los europeos modernos, lo que sugiere la relajación de las presiones de selección para un mayor volumen cerebral tras el final del LGM.
Los aborígenes australianos que viven en el desierto central, donde la temperatura puede descender por debajo del punto de congelación durante la noche, han desarrollado la capacidad de reducir su temperatura corporal sin tiritar.

## Holoceno (hace12 000años hasta la actualidad)

### Neolítico o Nueva Edad de Piedra

#### Impactos de la agricultura
La llegada de la agricultura ha desempeñado un papel clave en la historia evolutiva de la humanidad. Las primeras comunidades agrícolas se beneficiaron de fuentes de alimentos nuevas y comparativamente estables, pero también estuvieron expuestas a enfermedades nuevas e inicialmente devastadoras como la tuberculosis, el sarampión y la viruela. Con el tiempo, la resistencia genética a esas enfermedades evolucionó y los humanos que viven hoy son descendientes de los que sobrevivieron a la revolución agrícola y se reprodujeron. Los pioneros de la agricultura se enfrentaron a caries dentales, carencia de proteínas y desnutrición general, lo que se tradujo en estaturas más bajas. Las enfermedades son una de las fuerzas más poderosas de la evolución que actúan sobre el Homo sapiens. Cuando esta especie emigró por África y empezó a colonizar nuevas tierras fuera del continente hace unos 100 000 años, entró en contacto con diversos patógenos de consecuencias mortales y contribuyó a su propagación. Además, los albores de la agricultura propiciaron el surgimiento de grandes brotes de enfermedades. La malaria es el contagio humano más antiguo que se conoce, y se remonta a África Occidental hace unos 100 000 años, antes de que los humanos empezaran a emigrar fuera del continente. Las infecciones palúdicas aumentaron hace unos 10 000 años, incrementando las presiones selectivas sobre las poblaciones afectadas, lo que condujo a la evolución de la resistencia.
Algunos ejemplos de adaptaciones relacionadas con la agricultura y la domesticación de animales son los tipos de ADH1B de Asia oriental asociados a la domesticación del arroz y la persistencia de la lactasa.

#### Aceleración del ritmo de evolución
Un estudio de los antropólogos John Hawks, Henry Harpending, Gregory Cochran y sus colegas sugiere que la evolución humana se ha acelerado significativamente desde el inicio del Holoceno, a un ritmo estimado de unas 100 veces más rápido que durante el Paleolítico, principalmente en las poblaciones agrícolas de Eurasia. Así, los humanos que viven en el siglo XXI son más diferentes de sus antepasados de hace 5000 años de lo que lo eran sus antepasados de esa época de los neandertales que se extinguieron hace unos 30 000 años. Vincularon este efecto a las nuevas presiones de selección derivadas de las nuevas dietas, los nuevos modos de habitación y las presiones inmunológicas relacionadas con la domesticación de animales. Por ejemplo, las poblaciones que cultivan arroz, trigo y otros cereales han adquirido la capacidad de digerir el almidón gracias a una enzima llamada amilasa, que se encuentra en la saliva. Además, tener una población mayor significa tener más mutaciones, la materia prima sobre la que actúa la selección natural.
Hawks y sus colegas analizaron los datos del Proyecto Internacional HapMap de africanos, asiáticos y europeos en busca de SNP y hallaron pruebas de la aceleración de la evolución en 1800 genes, es decir, el 7 % del genoma humano. También descubrieron que las poblaciones humanas de África, Asia y Europa evolucionaban por caminos divergentes, cada vez más diferentes, y que había muy poco flujo genético entre ellas. La mayoría de los nuevos rasgos son exclusivos de su continente de origen.
El paso a comunidades sedentarias basadas en la agricultura supuso un cambio cultural significativo, que a su vez puede haber acelerado la evolución humana. La agricultura trajo consigo la abundancia de cereales, lo que permitió a las mujeres destetar antes a sus bebés y tener más hijos en periodos más cortos. A pesar de la vulnerabilidad de las comunidades densamente pobladas a las enfermedades, esto provocó una explosión demográfica y, por tanto, más variación genética, la materia prima sobre la que actúa la selección natural. Las dietas de las primeras comunidades agrícolas eran deficientes en muchos nutrientes, incluida la vitamina D. Este podría ser uno de los motivos por los que la selección natural ha favorecido la piel clara entre los europeos, ya que aumenta la absorción de rayos UV y la síntesis de vitamina D.

#### Migraciones
A medida que los europeos y los asiáticos orientales emigraron de África, esos grupos se inadaptaron y sufrieron presiones selectivas más fuertes.

#### Cerebro
John Hawks presentó pruebas de una evolución reciente del cerebro humano en los últimos 5000 años aproximadamente. Las mediciones del cráneo sugieren que el cerebro humano se ha reducido en unos 150 centímetros cúbicos, o aproximadamente un diez por ciento. Esto se debe probablemente a la creciente especialización de las sociedades modernas, centradas en la agricultura en lugar de la caza y la recolección. En términos más generales, el tamaño del cerebro humano ha ido disminuyendo desde hace al menos 100 000 años, aunque el cambio fue más significativo en los últimos 12 000 años. Hace 100 000 años, el tamaño medio del cerebro era de unos 1500 centímetros cúbicos, frente a los 1450 centímetros cúbicos de hace 12 000 años y los 1350 actuales. Sin embargo, los resultados de un estudio de 2022 sugieren que el tamaño del cerebro no ha disminuido.

#### Digestión

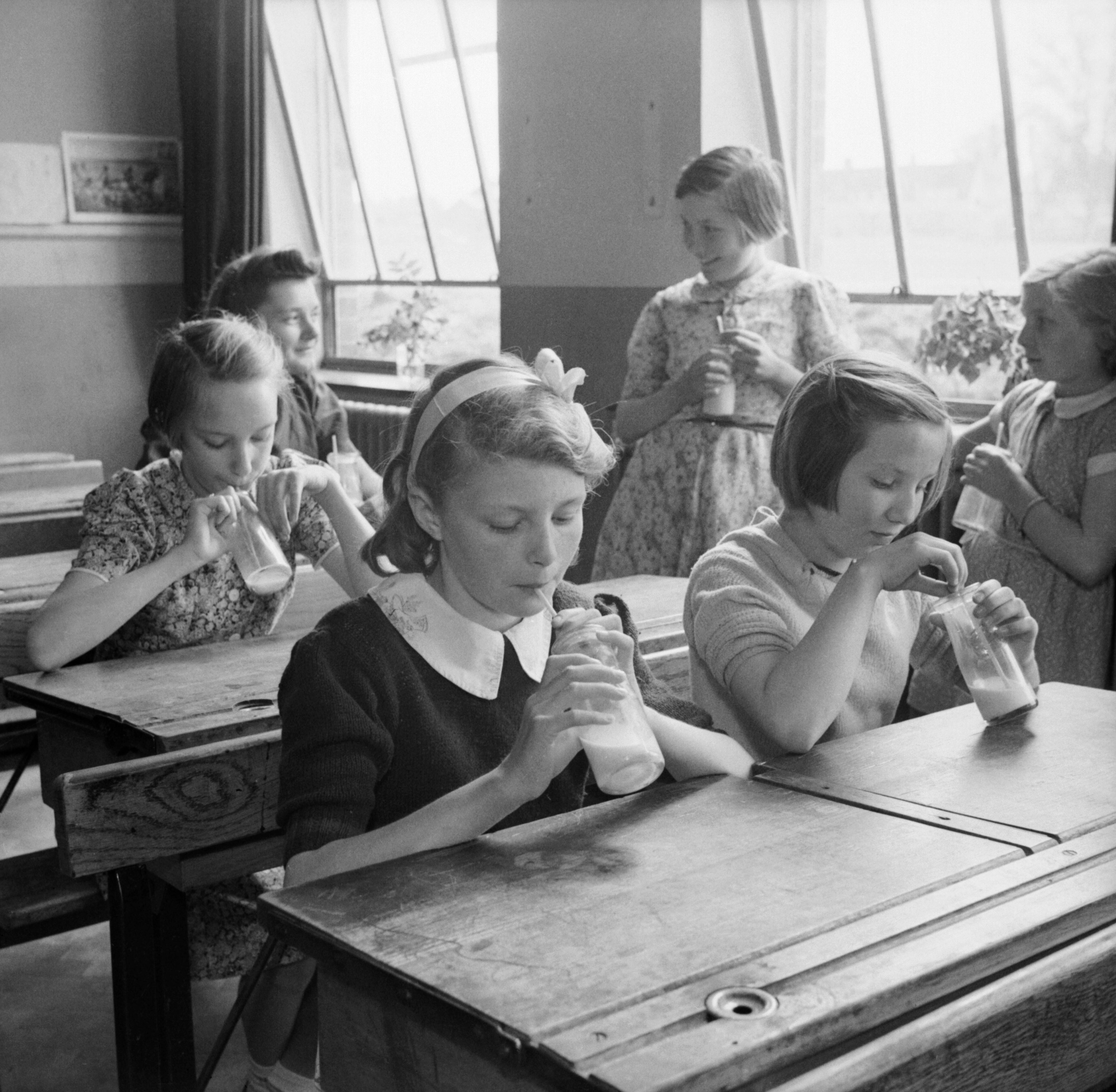
Hoy en día, la mayoría de los europeos del noroeste pueden beber leche después del destete.

Hace unos 11 000 años, cuando la agricultura sustituía a la caza y la recolección en Oriente Próximo, se inventaron formas de reducir la concentración de lactosa en la leche fermentándola para hacer yogur y queso. Al madurar, las personas perdieron la capacidad de digerir la lactosa y, por tanto, de consumir leche. Miles de años después, una mutación genética permitió a los habitantes de la Europa de la época seguir produciendo lactasa, una enzima que digiere la lactosa, durante toda su vida, lo que les permitía beber leche después del destete y sobrevivir a las malas cosechas.
Estos dos acontecimientos clave allanaron el camino para que las comunidades de agricultores y pastores desplazaran rápidamente a los cazadores-recolectores que antaño predominaban en toda Europa. Hoy en día, la persistencia de la lactasa puede encontrarse en el 90 % o más de las poblaciones del noroeste y norte de Europa central, y en bolsas del oeste y sureste de África, Arabia Saudí y el sur de Asia. No es tan común en el sur de Europa (40 %) porque los agricultores neolíticos ya se habían asentado allí antes de que existiera la mutación. En cambio, es bastante rara en el interior del sudeste asiático y el sur de África. Aunque todos los europeos con persistencia de la lactasa comparten un ancestro común para esta capacidad, es probable que las bolsas de persistencia de la lactasa fuera de Europa se deban a mutaciones independientes. La mutación europea, denominada alelo LP, se remonta a la actual Hungría, hace 7500 años. En el siglo XXI, alrededor del 35 % de la población humana es capaz de digerir la lactosa a partir de los siete u ocho años. Los humanos que beben leche pueden tener una descendencia hasta un 19% más fértil que los que carecen de esa capacidad, lo que sitúa la mutación entre las más seleccionadas que se conocen. Como ejemplo de coevolución gen-cultura, las comunidades con persistencia de la lactasa y la ganadería lechera se apoderaron de Europa en varios cientos de generaciones, o miles de años. Antes de esta mutación, la ganadería lechera ya estaba muy extendida en Europa.
Sin embargo, un equipo de investigación finlandés informó de que la mutación europea que permite la persistencia de la lactasa no se encuentra entre los africanos que beben leche y se dedican a la producción láctea. Sarah Tishkoff y sus estudiantes lo confirmaron analizando muestras de ADN de Tanzania, Kenia y Sudán, donde la persistencia de la lactasa evolucionó de forma independiente. La uniformidad de las mutaciones en torno al gen de la lactasa sugiere que la persistencia de la lactasa se extendió rápidamente por esta parte de África. Según los datos de Tishkoff, esta mutación apareció por primera vez hace entre 3000 y 7000 años, y se ha visto muy favorecida por la selección natural, más incluso que la resistencia a la malaria, de hecho. En esta parte del mundo, proporciona cierta protección contra la sequía y permite a la gente beber leche sin diarrea, que causa deshidratación.
La persistencia de la lactasa es una capacidad poco común entre los mamíferos. También es un ejemplo claro y sencillo de evolución convergente en humanos porque implica a un único gen. Otros ejemplos de evolución convergente, como la piel clara de europeos y asiáticos orientales o los diversos medios de resistencia a la malaria, son mucho más complicados.

#### Color de piel

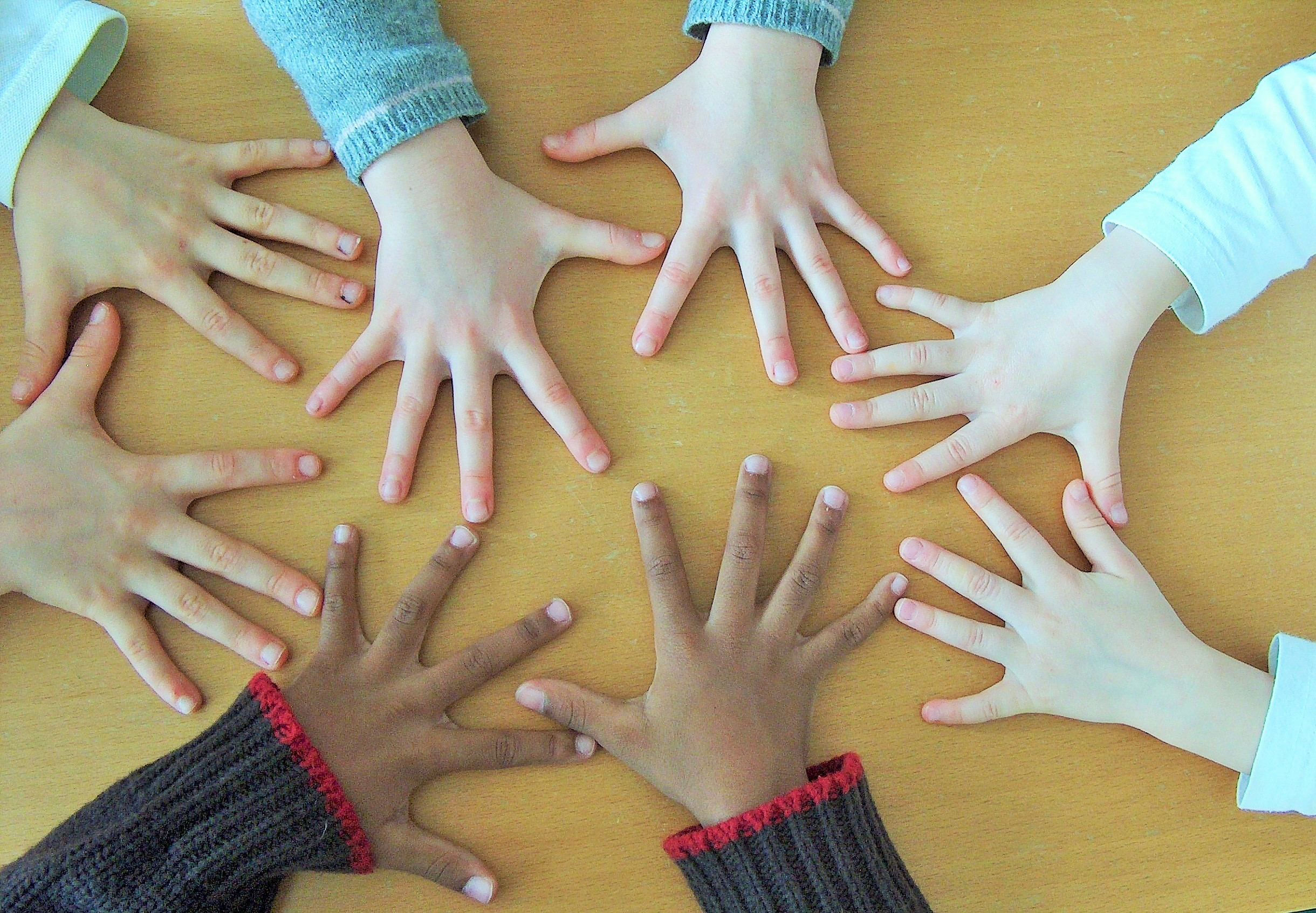
Los humanos evolucionaron hacia la piel clara tras emigrar de África a Europa y Asia Oriental.

Se estima que la pigmentación clara de la piel característica de los europeos modernos se extendió por Europa en un barrido selectivo durante el Mesolítico (hace 5000 años). Las señales de selección a favor de la piel clara entre los europeos fue una de las más pronunciadas, comparable a las de resistencia a la malaria o tolerancia a la lactosa. Algunos autores han expresado su cautela respecto a las predicciones sobre la pigmentación de la piel. Según Ju, et al. (2021), en un estudio que aborda 40 000 años de historia humana moderna, «podemos evaluar hasta qué punto portaban los mismos alelos de pigmentación clara que están presentes en la actualidad», pero explican que circa 40 000 a. C. los cazadores-recolectores del Paleolítico Superior Temprano «pueden haber portado alelos diferentes que ahora no podemos detectar», y como resultado «no podemos hacer afirmaciones con seguridad sobre la pigmentación de la piel de las poblaciones antiguas».
La eumelanina, responsable de la pigmentación de la piel humana, protege frente a la radiación ultravioleta, al tiempo que limita la síntesis de vitamina D. Las variaciones en el color de la piel, debidas a los niveles de melanina, están causadas por al menos 25 genes diferentes, y las variaciones evolucionaron independientemente unas de otras para satisfacer diferentes necesidades ambientales. A lo largo de los milenios, los colores de la piel humana han evolucionado para adaptarse bien a sus entornos locales. Tener demasiada melanina puede provocar deficiencia de vitamina D y deformidades óseas, mientras que tener muy poca hace que la persona sea más vulnerable al cáncer de piel.

#### Color de ojos
Los ojos azules son una adaptación para vivir en regiones donde las cantidades de luz son limitadas, ya que permiten la entrada de más luz que los ojos marrones. También parecen haber sufrido una selección tanto sexual como dependiente de la frecuencia. Un programa de investigación del genetista Hans Eiberg y su equipo de la Universidad de Copenhague entre los años 90 y 2000 que investigaba los orígenes de los ojos azules reveló que una mutación en el gen OCA2 es la responsable de este rasgo. Según ellos, todos los humanos tenían inicialmente ojos marrones y la mutación OCA2 tuvo lugar hace entre 6000 y 10 000 años. Diluye la producción de melanina, responsable de la pigmentación del color del pelo, los ojos y la piel humana. Sin embargo, la mutación no interrumpe por completo la producción de melanina, ya que eso dejaría al individuo con una afección conocida como albinismo. Las variaciones en el color de los ojos, del marrón al verde, se explican por la variación en la cantidad de melanina producida en el iris. Mientras que los individuos de ojos marrones comparten una amplia zona de su ADN que controla la producción de melanina, los de ojos azules sólo tienen una pequeña región. Al examinar el ADN mitocondrial de personas de varios países, Eiberg y su equipo llegaron a la conclusión de que todos los individuos de ojos azules comparten un antepasado común.
En 2018, un equipo internacional de investigadores de Israel y Estados Unidos anunció que su análisis genético de restos humanos excavados hace 6500 años en la región de la Alta Galilea de Israel reveló una serie de rasgos que no se encontraban en los humanos que habían habitado previamente la zona, incluidos los ojos azules. Concluyeron que la región experimentó un importante cambio demográfico hace 6000 años debido a la migración desde Anatolia y los montes Zagros (en las actuales Turquía e Irán) y que este cambio contribuyó al desarrollo de la cultura calcolítica en la región.

### De la Edad de Bronce a la Edad Media

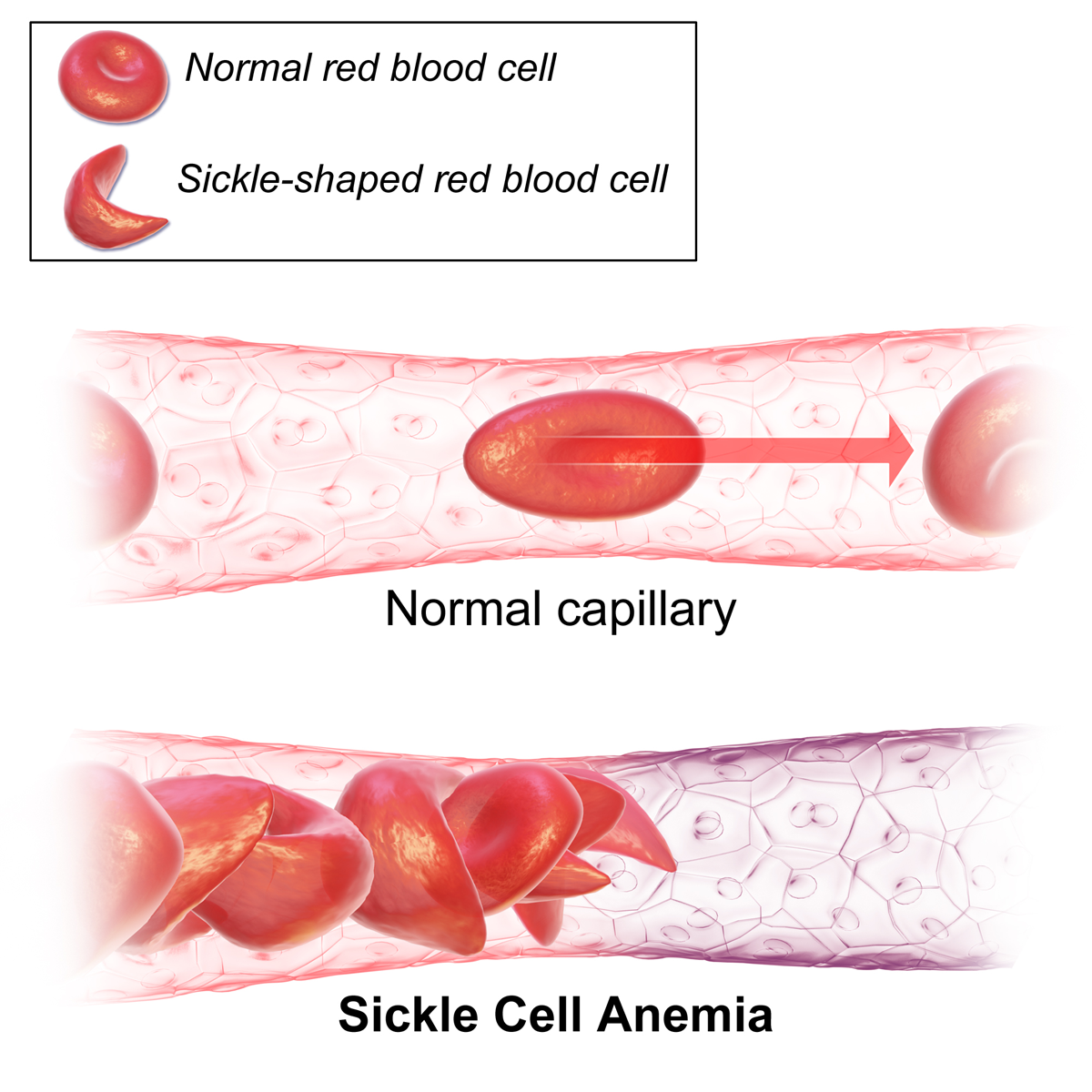
La anemia falciforme es una adaptación contra la malaria.

La resistencia a la malaria es un ejemplo bien conocido de evolución humana reciente. Esta enfermedad ataca a los humanos en los primeros años de vida. Así, los humanos resistentes tienen más posibilidades de sobrevivir y reproducirse. Aunque los humanos han desarrollado múltiples defensas contra la malaria, la anemia de células falciforme —una enfermedad en la que los glóbulos rojos se deforman en forma de hoz, restringiendo así el flujo sanguíneo— es quizá la más conocida. La anemia falciforme dificulta la infección de los glóbulos rojos por el parásito de la malaria. Este mecanismo de defensa contra la malaria surgió de forma independiente en África y en Pakistán e India. En 4000 años se ha extendido al 10-15 % de las poblaciones de estos lugares. Otra mutación que permitió a los humanos resistir a la malaria, fuertemente favorecida por la selección natural y que se ha extendido rápidamente en África, es la incapacidad para sintetizar la enzima glucosa-6-fosfato deshidrogenasa, o G6PD.
Una combinación de saneamiento deficiente y alta densidad de población resultó ideal para la propagación de enfermedades contagiosas, lo que resultó mortal para los residentes de las ciudades antiguas. El pensamiento evolutivo sugeriría que las personas que vivían en lugares con una urbanización de larga data que se remonta a milenios atrás habrían desarrollado resistencia a ciertas enfermedades, como la tuberculosis y la lepra. Mediante análisis de ADN y hallazgos arqueológicos, científicos del University College de Londres y la Royal Holloway estudiaron muestras de 17 yacimientos de Europa, Asia y África. Descubrieron que, efectivamente, la exposición prolongada a patógenos ha provocado la propagación de la resistencia entre las poblaciones urbanas. La urbanización es, por tanto, una fuerza selectiva que ha influido en la evolución humana. El alelo en cuestión se denomina SLC11A1 1729+55del4. Los científicos descubrieron que entre los habitantes de lugares que llevan miles de años habitados, como Susa (Irán), este alelo es omnipresente, mientras que en lugares con pocos siglos de urbanización, como Yakutsk (Siberia), sólo lo tiene entre el 70 y el 80 % de la población.
La evolución para resistir la infección de patógenos también aumentó el riesgo de enfermedades inflamatorias en los europeos postneolíticos durante los últimos 10 000 años. Un estudio del ADN antiguo estimó la naturaleza, la fuerza y el momento de inicio de las selecciones debidas a patógenos y también descubrió que «el grueso de la adaptación genética se produjo tras el inicio de la Edad de Bronce, hace <4500 años».
También se han encontrado adaptaciones en poblaciones modernas que viven en condiciones climáticas extremas como el Ártico, así como adaptaciones inmunológicas como la resistencia contra la enfermedad cerebral causada por priones en poblaciones que practican el canibalismo mortuorio, o el consumo de cadáveres humanos. Los inuit tienen la capacidad de prosperar con las dietas ricas en lípidos de los mamíferos del Ártico. Las poblaciones humanas que viven en regiones de gran altitud, como la meseta tibetana, Etiopía y los Andes, se benefician de una mutación que aumenta la concentración de oxígeno en su sangre. Esto se consigue al tener más capilares, lo que aumenta su capacidad para transportar oxígeno. Se cree que esta mutación tiene unos 3000 años de antigüedad.

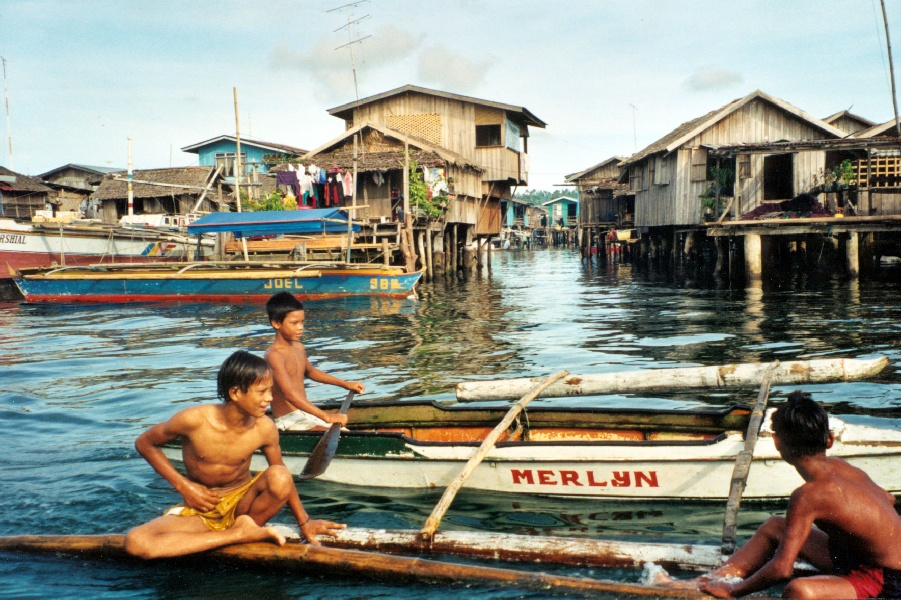
Los Sama-Bajau han evolucionado hasta convertirse en duraderos buceadores libres.

Se ha propuesto una adaptación reciente para los Sama-Bajau austronesios, también conocidos como los Gitanos del Mar o Nómadas del Mar, desarrollada bajo presiones de selección asociadas a la subsistencia del buceo libre durante los últimos mil años aproximadamente. Como cazadores-recolectores marítimos, la capacidad de bucear durante largos periodos de tiempo desempeña un papel crucial en su supervivencia. Debido al reflejo de inmersión de los mamíferos, el bazo se contrae cuando el mamífero se sumerge y libera glóbulos rojos que transportan oxígeno. Con el tiempo, los individuos con bazos más grandes tenían más probabilidades de sobrevivir a las largas inmersiones libres y, por tanto, de reproducirse. En cambio, las comunidades dedicadas a la agricultura no muestran signos de evolución hacia bazos más grandes. Dado que los Sama-Bajau no muestran interés en abandonar este estilo de vida, no hay motivos para pensar que no se produzcan nuevas adaptaciones.
Los avances en la biología de los genomas han permitido a los genetistas investigar el curso de la evolución humana en siglos. Jonathan Pritchard y un becario postdoctoral, Yair Field, contaron los singletons, o cambios de una sola base de ADN, que probablemente sean recientes porque son raros y no se han extendido por toda la población. Dado que los alelos arrastran consigo las regiones de ADN vecinas a medida que se desplazan por el genoma, el número de singletons puede utilizarse para estimar aproximadamente la rapidez con la que el alelo ha cambiado su frecuencia. Este enfoque puede desvelar la evolución en los últimos 2000 años o cien generaciones humanas. Armados con esta técnica y los datos del proyecto UK10K, Pritchard y su equipo descubrieron que los alelos para la persistencia de la lactasa, el pelo rubio y los ojos azules se han extendido rápidamente entre los británicos en los últimos dos milenios aproximadamente. Los cielos nublados de Gran Bretaña pueden haber influido en que los genes para el pelo claro también causaran piel clara, reduciendo las posibilidades de deficiencia de vitamina D. La selección sexual también podría favorecer el pelo rubio. La técnica también les permitió rastrear la selección de rasgos poligénicos —aquellos afectados por una multitud de genes, en lugar de uno solo— como la altura, el perímetro cefálico infantil y el tamaño de las caderas femeninas (crucial para dar a luz). Descubrieron que la selección natural ha favorecido el aumento de la altura y el mayor tamaño de la cabeza y las caderas femeninas entre los británicos. Además, la persistencia de la lactasa mostró signos de selección activa durante el mismo periodo. Sin embargo, las pruebas de la selección de rasgos poligénicos son más débiles que las que afectan a un solo gen.
Un trabajo de 2012 estudió la secuencia de ADN de unos 6500 estadounidenses de ascendencia europea y africana y confirmó trabajos anteriores que indicaban que la mayoría de los cambios en una sola letra de la secuencia (variantes de un solo nucleótido) se acumularon en los últimos 5000-10 000 años. Casi tres cuartas partes surgieron en los últimos 5000 años aproximadamente. Alrededor del 14 % de las variantes son potencialmente dañinas, y entre ellas, el 86 % tenían 5000 años o menos. Los investigadores también descubrieron que los europeos americanos habían acumulado un número mucho mayor de mutaciones que los afroamericanos. Esto es probablemente consecuencia de la migración de sus antepasados fuera de África, que provocó un cuello de botella genético; había pocas parejas disponibles. A pesar del posterior crecimiento exponencial de la población, la selección natural no ha tenido tiempo suficiente para erradicar las mutaciones perjudiciales. Aunque los humanos de hoy en día son portadores de muchas más mutaciones que sus antepasados hace 5000 años, no son necesariamente más vulnerables a las enfermedades porque éstas puedan estar causadas por múltiples mutaciones. Sin embargo, confirma investigaciones anteriores que sugerían que las enfermedades comunes no están causadas por variantes genéticas comunes. En cualquier caso, el hecho de que el acervo genético humano haya acumulado tantas mutaciones en un periodo de tiempo tan corto —en términos evolutivos— y que la población humana se haya disparado en ese tiempo significa que la humanidad es más evolucionable que nunca. Es posible que la selección natural acabe poniéndose al día con las variaciones del acervo genético, ya que los modelos teóricos sugieren que las presiones evolutivas aumentan en función del tamaño de la población.

### De la Edad Moderna hasta la actualidad

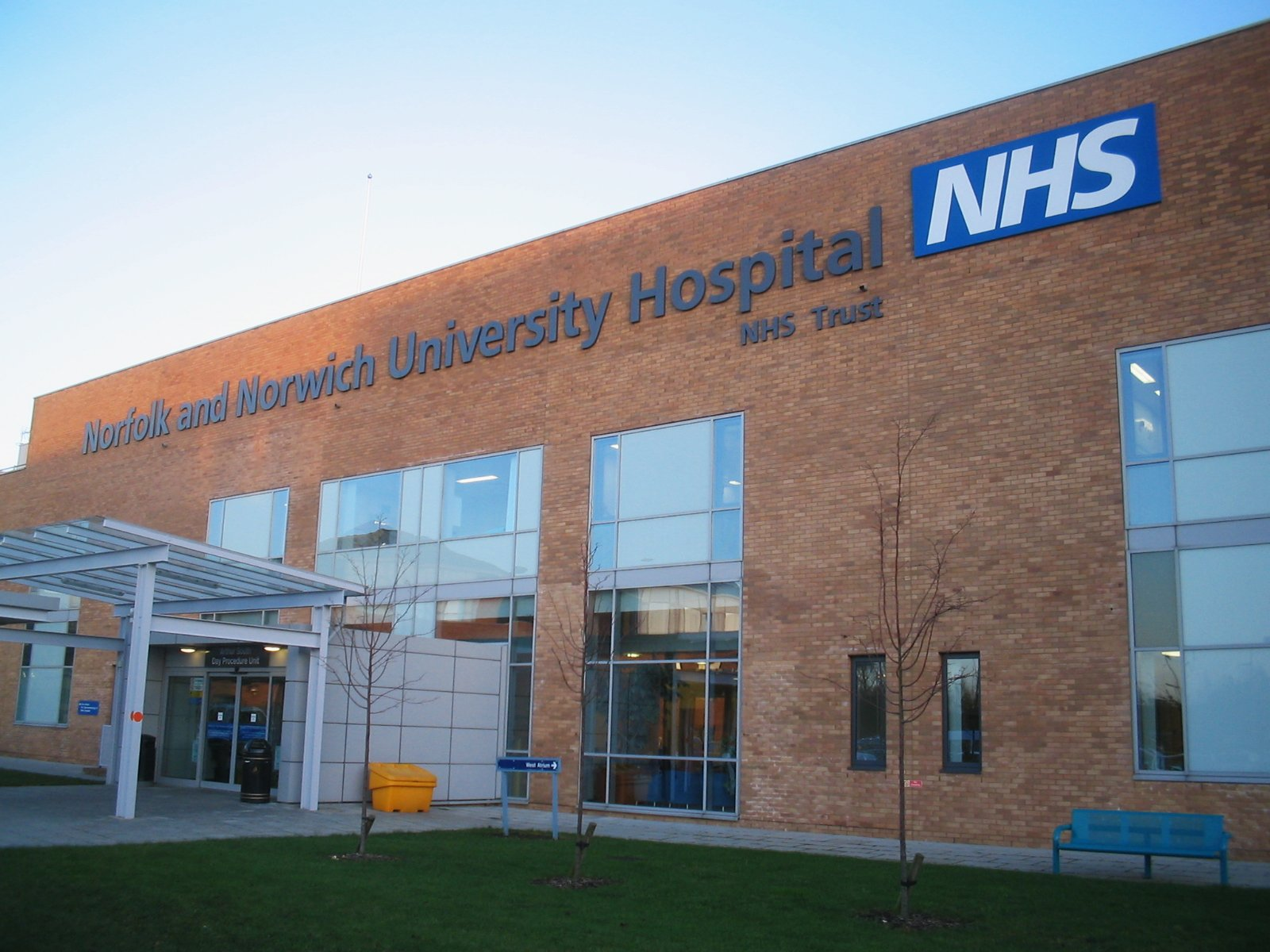
Aunque la sanidad moderna reduce las tasas de mortalidad infantil y alarga la esperanza de vida, la selección natural sigue actuando sobre el ser humano.

Un estudio publicado en 2021 afirma que las poblaciones de las islas de Cabo Verde, frente a la costa de África Occidental, han evolucionado rápidamente hacia la resistencia a la malaria en aproximadamente las últimas 20 generaciones, desde el inicio de la habitación humana allí. Como era de esperar, los habitantes de la isla de Santiago, donde la malaria es más frecuente, muestran la mayor prevalencia de resistencia. Este es uno de los casos más rápidos de cambio en el genoma humano que se han medido.
El genetista Steve Jones explicó a la BBC que en el siglo XVI sólo un tercio de los bebés ingleses sobrevivían hasta los 21 años, frente al 99% del siglo XXI. Los avances médicos, especialmente los realizados en el siglo XX, hicieron posible este cambio. Sin embargo, aunque hoy en día los habitantes del mundo desarrollado viven más tiempo y con mejor salud, muchos optan por tener pocos hijos o ninguno, lo que significa que las fuerzas evolutivas siguen actuando sobre el acervo genético humano, sólo que de forma diferente.
La selección natural sólo afecta al 8 % del genoma humano, lo que significa que las mutaciones en las partes restantes del genoma pueden cambiar su frecuencia por puro azar a través de la selección neutra. Si se reducen las presiones selectivas naturales, sobreviven más mutaciones, lo que podría aumentar su frecuencia y el ritmo de evolución. En el caso de los humanos, una gran fuente de mutaciones heredables es el esperma; un hombre acumula cada vez más mutaciones en su esperma a medida que envejece. De ahí que retrasar la reproducción de los hombres pueda afectar a la evolución humana.
Un estudio de 2012 dirigido por Augustin Kong sugiere que el número de mutaciones de novo (nuevas) aumenta en aproximadamente dos por año de reproducción retardada del padre y que el número total de mutaciones paternas se duplica cada 16,5 años.
Durante mucho tiempo, la medicina ha reducido la letalidad de los defectos genéticos y las enfermedades contagiosas, permitiendo que cada vez más humanos sobrevivan y se reproduzcan, pero también ha permitido que se acumulen en el acervo genético rasgos inadaptados que de otro modo serían eliminados. Esto no es un problema mientras se mantenga el acceso a la sanidad moderna. Pero las presiones selectivas naturales aumentarán considerablemente si se suprimen. No obstante, la dependencia de la medicina, más que las adaptaciones genéticas, será probablemente la fuerza motriz de la lucha de la humanidad contra las enfermedades en un futuro previsible. Además, aunque la introducción de los antibióticos redujo inicialmente las tasas de mortalidad por enfermedades infecciosas en cantidades significativas, el abuso ha provocado el aumento de cepas de bacterias resistentes a los antibióticos, lo que ha convertido de nuevo a muchas enfermedades en causas importantes de muerte.

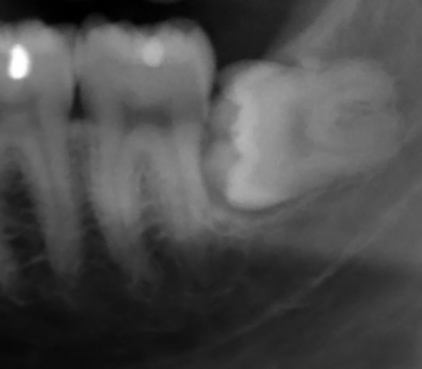
Hoy en día, muchos humanos tienen mandíbulas demasiado pequeñas para albergar las muelas del juicio.

Las mandíbulas y los dientes humanos se han ido reduciendo proporcionalmente a la disminución del tamaño corporal en los últimos 30 000 años como consecuencia de las nuevas dietas y la tecnología. Hoy en día hay muchos individuos que no tienen espacio suficiente en la boca para sus terceros molares (o muelas del juicio) debido a la reducción del tamaño de las mandíbulas. En el siglo XX, la tendencia hacia dientes más pequeños pareció invertirse ligeramente debido a la introducción del flúor, que engrosa el esmalte dental, agrandando así los dientes.
A mediados del siglo XVIII, la estatura media de los soldados holandeses era de 165 cm, muy por debajo de las medias europea y estadounidense. En cambio, en otros países como Estados Unidos, por ejemplo, los hombres de estatura media y las mujeres bajitas tendían a tener más hijos.
Investigaciones recientes sugieren que la menopausia está evolucionando para producirse más tarde. Otras tendencias señaladas parecen incluir el alargamiento del periodo reproductivo humano y la reducción de los niveles de colesterol, glucosa en sangre y presión arterial en algunas poblaciones.
El genetista de poblaciones Emmanuel Milot y su equipo estudiaron la evolución humana reciente en una isla aislada de Canadá a partir de 140 años de registros eclesiásticos. Descubrieron que la selección favorecía una edad más temprana en el primer parto entre las mujeres. En concreto, la edad media en el primer parto de las mujeres de la isla de Coudres (Île aux Coudres), a 80 km al noreste de la ciudad de Quebec, disminuyó cuatro años entre 1800 y 1930. Las mujeres que empezaron a tener hijos antes solían tener más hijos en total que sobrevivían hasta la edad adulta. En otras palabras, para estas mujeres francocanadienses, el éxito reproductivo estaba asociado a una menor edad al primer parto. La edad materna al primer parto es un rasgo altamente hereditario.
La evolución humana continúa durante la era moderna, incluso entre las naciones industrializadas. Cosas como el acceso a la anticoncepción y la ausencia de depredadores no detienen la selección natural. Entre los países desarrollados, donde la esperanza de vida es alta y las tasas de mortalidad infantil son bajas, las presiones selectivas son más fuertes en los rasgos que influyen en el número de hijos que tiene un ser humano. Se especula que los alelos que influyen en el comportamiento sexual estarían sujetos a una fuerte selección, aunque los detalles de cómo los genes pueden afectar a dicho comportamiento siguen sin estar claros.
Históricamente, como subproducto de la capacidad de caminar erguidos, los humanos evolucionaron para tener caderas y canales de parto más estrechos y cabezas más grandes. En comparación con otros parientes cercanos, como los chimpancés, el parto es una experiencia muy difícil y potencialmente mortal para los humanos. Así comenzó un tira y afloja evolutivo. Para los bebés, tener cabezas más grandes resultaba beneficioso siempre que las caderas de sus madres fueran lo suficientemente anchas. Si no, tanto la madre como el hijo morían. Este es un ejemplo de selección equilibrada, o la eliminación de rasgos extremos. En este caso, se eliminaron las cabezas demasiado grandes y las caderas demasiado pequeñas. Este tira y afloja evolutivo alcanzó un equilibrio, haciendo que estos rasgos se mantuvieran más o menos constantes a lo largo del tiempo y permitiendo al mismo tiempo que floreciera la variación genética, allanando así el camino para una rápida evolución en caso de que las fuerzas selectivas cambiaran de dirección.
Todo esto cambió en el siglo XX, cuando las cesáreas se hicieron más seguras y comunes en algunas partes del mundo. Las cabezas más grandes siguen favoreciéndose, mientras que las presiones selectivas contra las caderas más pequeñas han disminuido. Proyectándonos hacia el futuro, esto significa que las cabezas humanas seguirían creciendo, mientras que el tamaño de las caderas no lo haría. Como resultado del aumento de la desproporción fetopélvica, las cesáreas serían cada vez más frecuentes en un bucle de retroalimentación positiva, aunque no necesariamente hasta el punto de que el parto natural quedara obsoleto.
La paleoantropóloga Briana Pobiner, del Instituto Smithsonian , señaló que los factores culturales podrían influir en las grandes diferencias en las tasas de cesáreas entre el mundo en vías de desarrollo y el desarrollado. Daghni Rajasingam, del Royal College of Obstetricians, observó que las crecientes tasas de diabetes y obesidad entre las mujeres en edad reproductiva también impulsan la demanda de cesáreas. El biólogo Philipp Mitteroecker, de la Universidad de Viena, y su equipo calcularon que alrededor del seis por ciento de todos los partos del mundo se obstruían y requerían intervención médica. En el Reino Unido, una cuarta parte de los partos requería cesárea, mientras que en Estados Unidos la cifra era de uno de cada tres. Mitteroecker y sus colegas descubrieron que la tasa de cesáreas ha aumentado entre un 10% y un 20% desde mediados del siglo XX. Argumentaron que, dado que la disponibilidad de cesáreas seguras redujo significativamente las tasas de mortalidad materna e infantil en el mundo desarrollado, han inducido un cambio evolutivo. Sin embargo, «no es fácil prever lo que esto significará para el futuro de los seres humanos y el nacimiento», declaró Mitteroecker a The Independent. Esto se debe a que el aumento del tamaño de los bebés está limitado por la capacidad metabólica de la madre y la medicina moderna, que hace más probable que sobrevivan los neonatos que nacen prematuramente o con bajo peso.

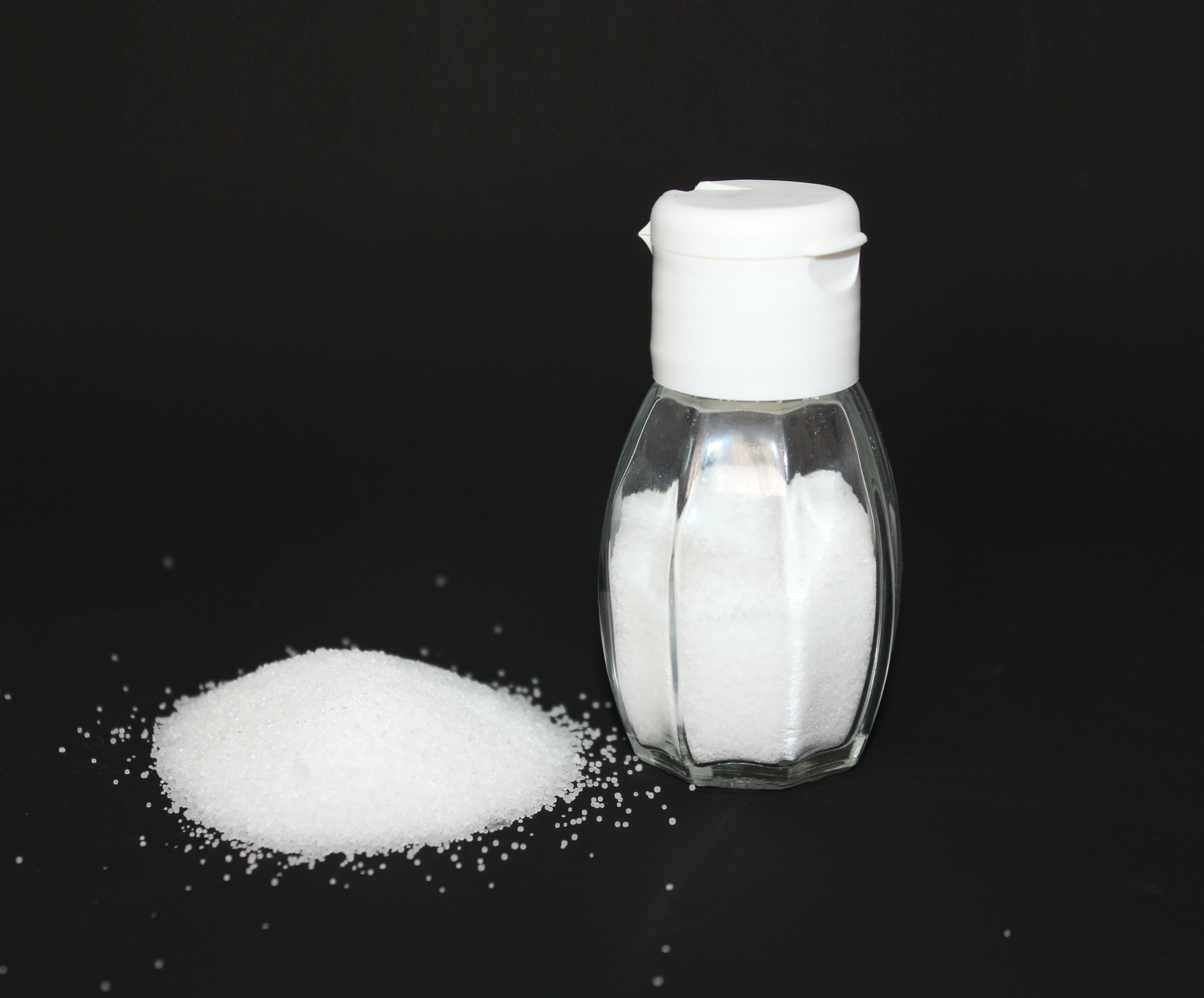
Los occidentales están evolucionando para tener presiones sanguíneas más bajas porque sus dietas modernas contienen grandes cantidades de sal (NaCl), que eleva la presión arterial.

Los investigadores que participaron en el Estudio del Corazón de Framingham, iniciado en 1948 y destinado a investigar la causa de las enfermedades cardiacas entre las mujeres y sus descendientes en Framingham (Massachusetts), hallaron pruebas de presiones selectivas contra la hipertensión debidas a la dieta occidental moderna, que contiene grandes cantidades de sal, conocida por elevar la tensión arterial. También hallaron pruebas de selección contra la hipercolesterolemia, o niveles elevados de colesterol en sangre. El genetista evolutivo Stephen Stearns y sus colegas informaron de indicios de que las mujeres se estaban volviendo gradualmente más bajas y pesadas. Stearns argumentó que la cultura humana y los cambios que los humanos han introducido en su entorno natural están impulsando la evolución humana en lugar de detener el proceso. Los datos indican que las mujeres no comían más, sino que las que tenían más peso tendían a tener más hijos. Stearns y su equipo también descubrieron que los sujetos del estudio tendían a llegar a la menopausia más tarde; calcularon que si el entorno se mantiene igual, la edad media de la menopausia aumentará aproximadamente un año en 200 años, es decir, unas diez generaciones. Todos estos rasgos tienen una heredabilidad entre media y alta. Dada la fecha de inicio del estudio, la propagación de estas adaptaciones puede observarse en unas pocas generaciones.
Analizando los datos genómicos de 60 000 individuos de ascendencia caucásica de Kaiser Permanente, en el norte de California, y de 150 000 personas del Biobanco del Reino Unido, el genetista evolutivo Joseph Pickrell y la bióloga evolutiva Molly Przeworski pudieron identificar indicios de evolución biológica entre generaciones humanas vivas. A efectos del estudio de la evolución, una vida es la escala temporal más corta posible. Un alelo asociado a la dificultad para dejar de fumar tabaco disminuyó su frecuencia entre los británicos, pero no entre los habitantes del norte de California. Esto sugiere que los fumadores empedernidos —que eran comunes en Gran Bretaña durante la década de 1950, pero no en el norte de California— fueron seleccionados en contra. Un conjunto de alelos relacionados con una menarquia más tardía era más frecuente entre las mujeres que vivían más tiempo. Un alelo llamado ApoE4, vinculado a la enfermedad de Alzheimer, disminuyó su frecuencia a medida que los portadores tendían a no vivir mucho. De hecho, estos fueron los únicos rasgos que redujeron la esperanza de vida según Pickrell y Przeworski, lo que sugiere que probablemente ya se hayan erradicado otros rasgos perjudiciales. Sólo entre las personas mayores son visibles los efectos de la enfermedad de Alzheimer y el tabaquismo. Además, fumar es una tendencia relativamente reciente. Sin embargo, no está del todo claro por qué estos rasgos conllevan desventajas evolutivas, puesto que las personas mayores ya han tenido hijos. Los científicos propusieron que, o bien provocan también efectos nocivos en la juventud, o bien reducen la aptitud inclusiva de un individuo, es decir, la tendencia de los organismos que comparten los mismos genes a ayudarse mutuamente. Así, es poco probable que las mutaciones que dificultan que los abuelos ayuden a criar a sus nietos se propaguen por toda la población. Pickrell y Przeworski también investigaron 42 rasgos determinados por múltiples alelos en lugar de uno solo, como el momento de la pubertad. Descubrieron que una pubertad más tardía y una mayor edad del primer parto se correlacionaban con una mayor esperanza de vida.
Las muestras de mayor tamaño permiten estudiar mutaciones menos frecuentes. Pickrell y Przeworski declararon a The Atlantic que una muestra de medio millón de individuos les permitiría estudiar mutaciones que se producen entre solo el 2 % de la población, lo que proporcionaría detalles más precisos de la evolución humana reciente. Aunque los estudios de escalas temporales cortas como estos son vulnerables a las fluctuaciones estadísticas aleatorias, pueden mejorar la comprensión de los factores que afectan a la supervivencia y la reproducción entre las poblaciones humanas contemporáneas.
El genetista evolutivo Jaleal Sanjak y su equipo analizaron la información genética y médica de más de 200 000 mujeres mayores de 45 años y 150 000 hombres mayores de 50 —personas que han superado su edad reproductiva— del Biobanco del Reino Unido e identificaron 13 rasgos entre las mujeres y diez entre los hombres que estaban relacionados con tener hijos a una edad más temprana, un mayor índice de masa corporal, menos años de educación y niveles más bajos de inteligencia fluida, o capacidad de razonamiento lógico y resolución de problemas. Sanjak señaló, sin embargo, que no se sabía si tener hijos hacía realmente más pesadas a las mujeres o si tener más peso facilitaba la reproducción. Dado que los hombres más altos y las mujeres más bajas tendían a tener más hijos y que los genes asociados a la estatura afectan por igual a hombres y mujeres, es probable que la estatura media de la población siga siendo la misma. Entre las mujeres que tuvieron hijos más tarde, las que tenían un mayor nivel educativo tuvieron más hijos.
El biólogo evolutivo Hakhamanesh Mostafavi dirigió un estudio de 2017 que analizó los datos de 215 000 individuos de unas pocas generaciones en el Reino Unido y Estados Unidos y descubrió una serie de cambios genéticos que afectan a la longevidad. El alelo ApoE vinculado a la enfermedad de Alzheimer era poco frecuente entre las mujeres de 70 años o más, mientras que la frecuencia del gen CHRNA3, asociado a la adicción al tabaco entre los hombres, descendía entre los hombres de mediana edad en adelante. Como esto no es en sí mismo una prueba de la evolución, ya que la selección natural sólo se preocupa por el éxito reproductivo y no por la longevidad, los científicos han propuesto varias explicaciones. Los hombres que viven más tienden a tener más hijos. Los hombres y mujeres que sobreviven hasta la vejez pueden ayudar a cuidar tanto de sus hijos como de sus nietos, en beneficio de sus descendientes a lo largo de las generaciones. Esta explicación se conoce como la hipótesis de la abuela. También es posible que la enfermedad de Alzheimer y la adicción al tabaco sean perjudiciales en etapas tempranas de la vida, pero los efectos son más sutiles y se necesitan muestras de mayor tamaño para estudiarlos. Mostafavi y su equipo también descubrieron que las mutaciones causantes de problemas de salud como el asma, tener un índice de masa corporal elevado y niveles de colesterol altos eran más comunes entre quienes tenían una vida más corta, mientras que las mutaciones que provocaban un retraso en la pubertad y la reproducción eran más comunes entre los individuos longevos. Según el genetista Jonathan Pritchard, aunque en estudios anteriores se identificó el vínculo entre fertilidad y longevidad, éstos no descartaban por completo los efectos del nivel educativo y económico: las personas que ocupan puestos altos en ambos tienden a tener hijos más tarde en la vida; esto parece sugerir la existencia de una compensación evolutiva entre longevidad y fertilidad.
En Sudáfrica, donde un gran número de personas están infectadas por el VIH, algunas tienen genes que les ayudan a combatir este virus, lo que hace más probable que sobrevivan y transmitan este rasgo a sus hijos. Si el virus persiste, los humanos que viven en esta parte del mundo podrían volverse resistentes a él en tan sólo cientos de años. Sin embargo, como el VIH evoluciona más rápidamente que los humanos, es más probable que se le haga frente tecnológicamente que genéticamente.

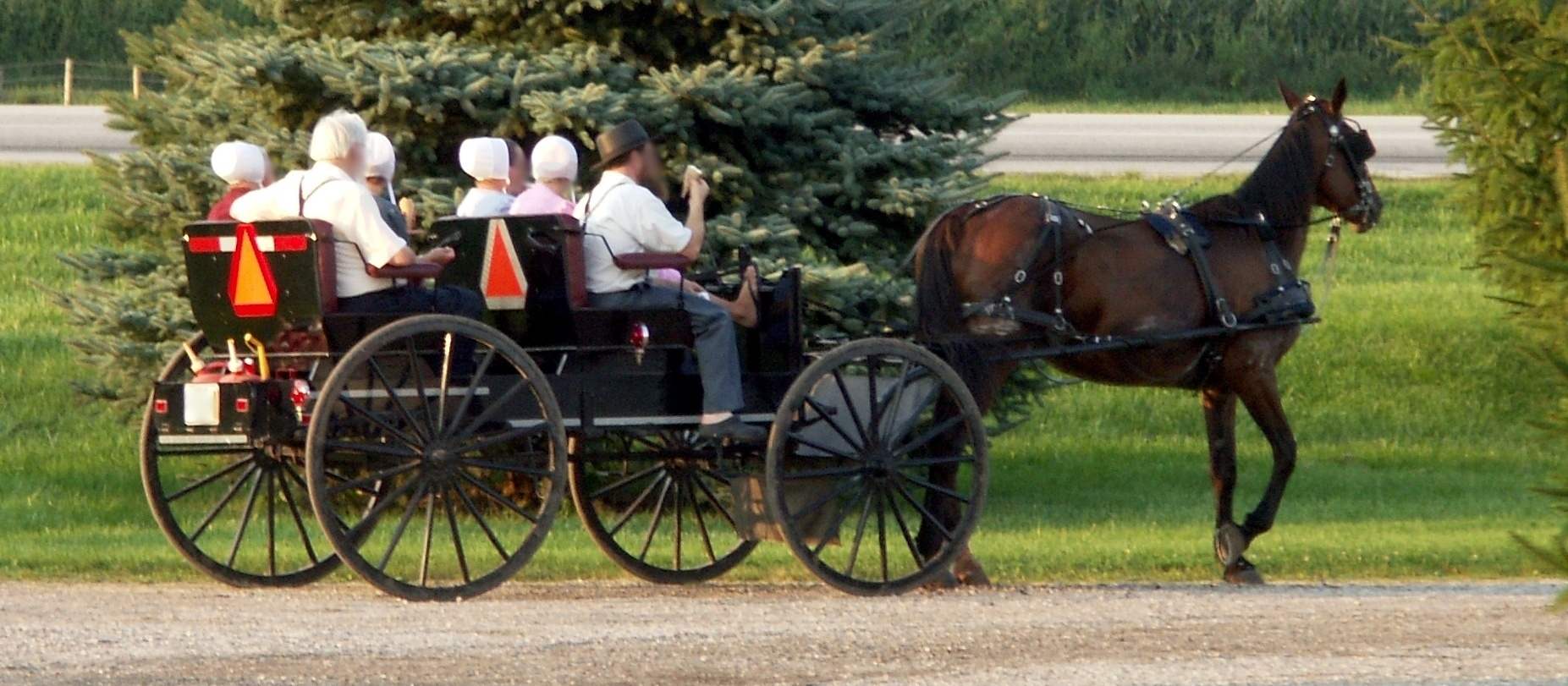
Los amish tienen una mutación que alarga su esperanza de vida y reduce su susceptibilidad a la diabetes.

Un estudio realizado en 2017 por investigadores de la Universidad Northwestern desveló una mutación entre los amish de la Vieja Orden que viven en Berne (Indiana) que suprimía sus probabilidades de padecer diabetes y prolongaba su esperanza de vida unos diez años de media. Esa mutación se produjo en el gen llamado Serpine1, que codifica la producción de la proteína PAI-1 (inhibidor del activador del plasminógeno), que regula la coagulación de la sangre y desempeña un papel en el proceso de envejecimiento. Alrededor del 24 % de las personas de la muestra eran portadoras de esta mutación y tenían una esperanza de vida de 85 años, superior a la media comunitaria de 75 años. Los investigadores también descubrieron que los telómeros (extremos no funcionales de los cromosomas humanos) de los portadores de la mutación eran más largos que los de los no portadores. Dado que los telómeros se acortan a medida que la persona envejece, determinan su esperanza de vida. Los que tienen telómeros más largos suelen vivir más. En la actualidad, los amish viven en 22 estados de Estados Unidos y en la provincia canadiense de Ontario. Llevan un estilo de vida sencillo que se remonta a siglos atrás y, en general, se aíslan de la sociedad norteamericana moderna. En general, se muestran indiferentes hacia la medicina moderna, pero los científicos mantienen una sana relación con la comunidad amish de Berna. Sus detallados registros genealógicos los convierten en sujetos ideales para la investigación.
En 2020, Teghan Lucas, Maciej Henneberg y Jaliya Kumaratilake demostraron que una parte cada vez mayor de la población humana conservaba la arteria mediana en el antebrazo. Esta estructura se forma durante el desarrollo fetal, pero se disuelve una vez que se desarrollan otras dos arterias, la radial y la cubital. La arteria mediana permite un mayor flujo sanguíneo y podría utilizarse como sustituta en determinadas cirugías. Su análisis estadístico sugirió que la conservación de la arteria mediana fue objeto de una selección extremadamente fuerte en los últimos 250 años aproximadamente. Se lleva estudiando esta estructura y su prevalencia desde el siglo XVIII.
Una investigación multidisciplinar sugiere que la evolución en curso podría ayudar a explicar el aumento de ciertas afecciones médicas como el autismo y los trastornos autoinmunes. El autismo y la esquizofrenia podrían deberse a genes heredados de la madre y el padre que se sobreexpresan y que libran un tira y afloja en el organismo del niño. Las alergias, el asma y los trastornos autoinmunitarios parecen estar relacionados con un mayor nivel de saneamiento, que impide que el sistema inmunitario de los humanos modernos esté expuesto a diversos parásitos y patógenos como lo estaba el de sus antepasados, lo que les hace hipersensibles y más propensos a reaccionar de forma exagerada. El cuerpo humano no se construye a partir de un plano de ingeniería profesional, sino que es un sistema moldeado durante largos periodos de tiempo por la evolución, con todo tipo de compensaciones e imperfecciones. Comprender la evolución del cuerpo humano puede ayudar a los médicos a entender y tratar mejor diversos trastornos. La investigación en medicina evolutiva sugiere que las enfermedades prevalecen porque la selección natural favorece la reproducción frente a la salud y la longevidad. Además, la evolución biológica es más lenta que la cultural y los humanos evolucionan más despacio que los patógenos.
Mientras que en el pasado ancestral los humanos vivían en comunidades geográficamente aisladas en las que la endogamia era bastante habitual, las modernas tecnologías de transporte han facilitado mucho los desplazamientos a grandes distancias y han propiciado una mayor mezcla genética, dando lugar a variaciones adicionales en el acervo genético humano. También permite la propagación de enfermedades por todo el mundo, lo que puede tener un efecto en la evolución humana. Además, el cambio climático puede desencadenar la migración masiva no sólo de humanos, sino también de enfermedades que afectan a los humanos. Además de la selección y el flujo de genes y alelos, otro mecanismo de la evolución biológica es la epigenética, o cambios no en la secuencia de ADN en sí, sino en la forma en que se expresa. Los científicos ya saben que las enfermedades crónicas y el estrés son mecanismos epigenéticos.

## Lecturas complementarias
- Hunt, Earl B. (2011). Human Intelligence (en inglés). Cambridge University Press. pp. 203-256; 407-447. ISBN 978-0521707817.
- Nesse, Randolph M. (2019). Good Reasons for Bad Feelings: Insights from the Frontier of Evolutionary Psychiatry (en inglés). New York: Dutton. pp. 161-182; 234-261. ISBN 978-1101985663.
- Pinker, Steven (2011). The Better Angels of Our Nature: Why Violence Has Declined (en inglés). New York: Penguin Group. pp. 611-622. ISBN 978-0143122012.
- Pinker, Steven (2016) [2005]. «36. The False Allure of Group Selection».  En Buss David, ed. The Handbook of Evolutionary Psychology, Volume 2: Integrations (en inglés). Hoboken, Nueva Jersey: Wiley. pp. 867-880. ISBN 978-1118755808.